# NGC 4775
NGC 4775 is een spiraalvormig sterrenstelsel in het sterrenbeeld Maagd. Het hemelobject ligt 55 miljoen lichtjaar van de Aarde verwijderd en werd op 17 april 1784 ontdekt door de Duits-Britse astronoom William Herschel.

## Synoniemen
- MCG -1-33-43
- UGCA 306
- IRAS 12511-0621
- PGC 43826